# 郁正
郁正（約1726年—？），清朝官員，本籍江蘇婁縣，舉人出身。

## 經歷
郁正曾被分派至福建擔任試用知縣、經歷等職。乾隆三十五年二月（1770年3月）李本楠陞任臺灣府北路理番同知、陳銓調任福清县知縣，郁正因而成為歸化縣知縣，乾隆四十年十一月（1776年1月）郁正再接替解文燧擔任臺灣縣知縣。

## 政績

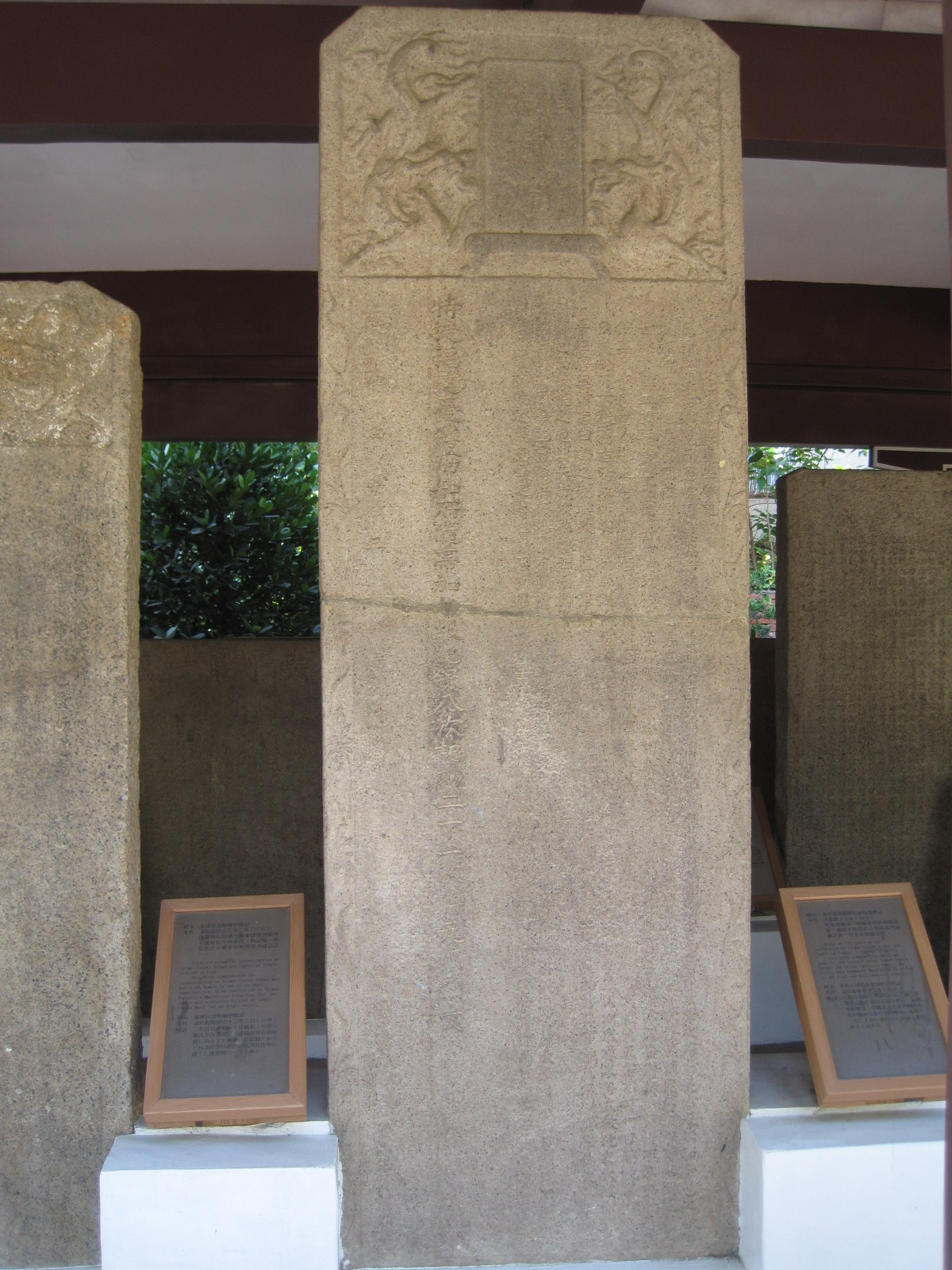
重建臺灣縣廟學碑，此石碑位於臺南市中西區南門公園碑林中

郁正在臺灣縣知縣任內曾協助臺灣府知府蔣元樞重建縣學，亦曾與諸官商、船隻共同捐錢建立西嶼浮圖（澎湖漁翁島燈塔前身）。
| 前任： 解文燧 | 臺灣縣知縣 1775年上任 | 繼任： 謝洪光 |